# Pedro Orseolo de Hungría
Pedro de Hungría o Pedro Orseolo (en húngaro: Orseolo Péter; en latín: Petrus Orseolo), (Venecia, 1011 – Székesfehérvár, Hungría, 1046). Segundo rey de Hungría, sobrino por vía materna del rey Esteban I de Hungría y por vía paterna descendiente de la ilustre familia veneciana de los Orseolo.

## Biografía
Se estima que Pedro nació entre 1010 y 1011 en la República de Venecia, hijo del vigésimo primer dux veneciano, Otón Orseolo y de Geiza, una hermana del rey húngaro Esteban I, quienes se unieron en matrimonio en 1009. En 1026, Conrado II viajó a las regiones itálicas demandando ser coronado como rex romanorum y pronto comenzó a actuar contra el dux veneciano Otón Orseolo, despojándolo de su trono y obligándole a huir. Otón Orseolo escapó a la ciudad de Constantinopla, y sus dos hijos Pedro y Frusina viajaron con su madre a Hungría pidiendo protección a su tío Esteban. El rey húngaro recibió a su hermana y sobrinos, y pronto nombró a Pedro comandante de sus tropas, cuando este ya rondaba los 20 años de edad.
Cuando en 1031 falleció el príncipe Emérico de Hungría, el hijo de Esteban I, durante una cacería de jabalíes, el reino quedó sin heredero. Esteban entonces se apresuró a nombrar heredero a su sobrino Pedro, quien creció fuerte en poder con la reina madre Gisela de Baviera como su aliada.

### Primer período (1038-1041)

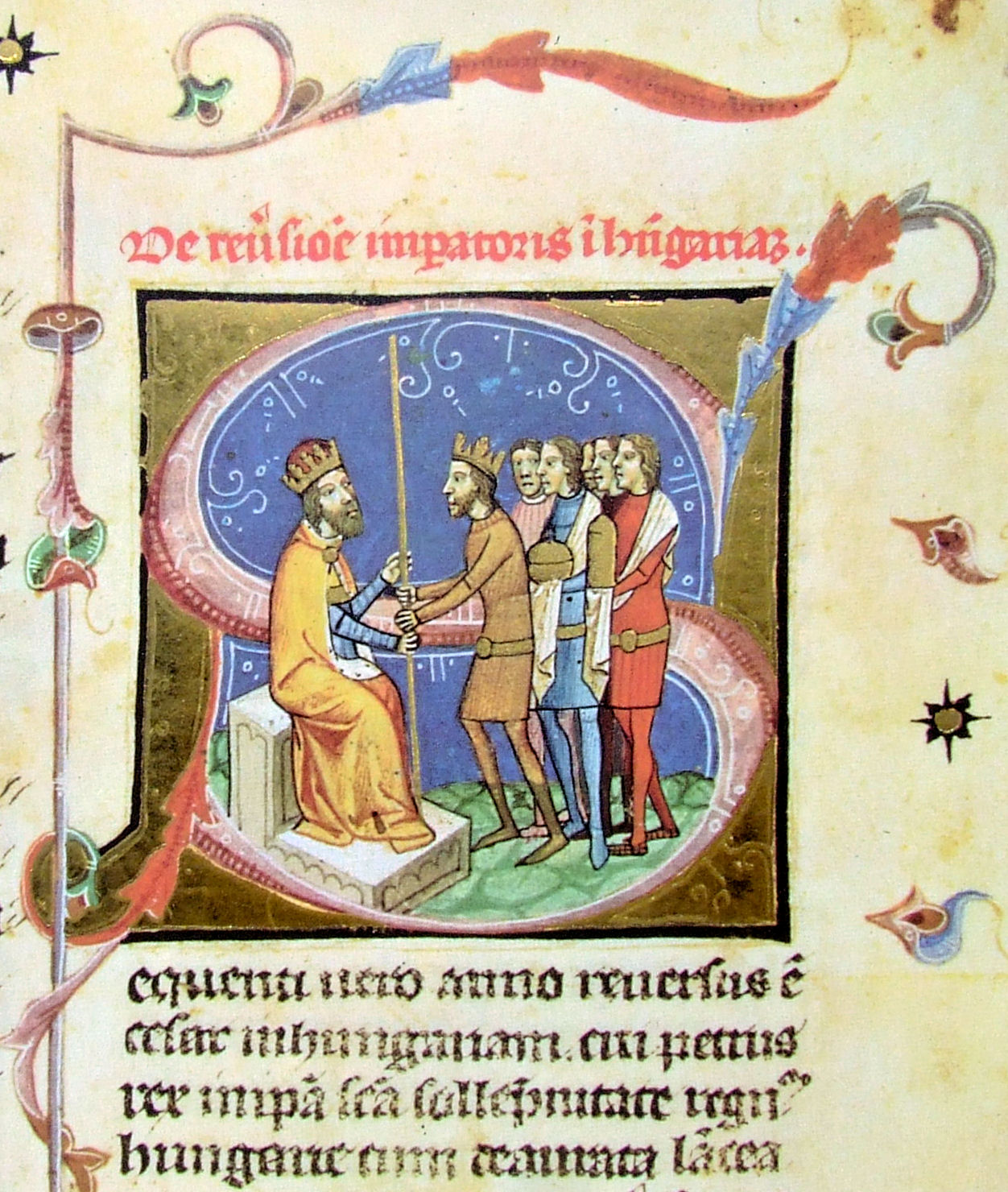
Pedro Orseolo acudiendo al emperador germánico Enrique III. Crónica Ilustrada húngara.

Esteban murió en 1038 y de inmediato Pedro Orseolo fue coronado como rey de Hungría. Esto fue bien visto por la reina Gisela de Baviera, esposa de Esteban, pero no así por el noble húngaro Vazul, descendiente de Árpad. Vazul mantenía pretensiones al trono húngaro y finalmente fue mandado cegar, según se estima, por orden de Gisela de Baviera. Sus tres hijos (Andrés I, Bela I y Levente) se vieron obligados a dejar el reino.
Orseolo gobernó causando descontento a los nobles húngaros, ya que pretendía que Hungría fuera un reino vasallo del Sacro Imperio Romano Germánico, para obtener así protección del emperador Enrique III el Negro. Orseolo tuvo que enfrentarse pronto a los nobles descontentos que pusieron a la cabeza de la revuelta a Samuel Aba, quien había tomado por esposa a una hermana del fallecido Esteban. Así en 1041, Orseolo huyó al Sacro Imperio y Samuel Aba recibió la corona húngara. Su reinado transcurriría lleno de escándalos y masacraría a decenas de nobles húngaros y germánicos que habrían apoyado a Orseolo durante su reinado.

### Segundo período (1044-1046)
En 1044, Orseolo regresó a Hungría con tropas germánicas y recuperó el trono, dando muerte a Samuel Aba luego de la Batalla de Ménfő, haciéndose con el poder y reanudando el vasallaje al emperador germánico Enrique III. Entonces, el descontento de los húngaros paganos motivó la Revuelta de Vata en 1046, la cual estuvo acaudillada por el pagano Vata. Éste hizo que los hijos de Vazul regresaran a Hungría y así, Andrés y Bela, junto con los paganos, lograron recuperar la corona de Hungría en 1046. 
Pedro Orseolo fue apresado después de que Andrés I lo engañase con una falsa promesa de paz. Antes de ser ejecutado, recibió el mismo castigo que se presumía aplicó a Vazul: fue capturado y cegado en la ciudad de Zámoly y a continuación, como prisionero fue llevado a Székesfehérvár donde murió algunos días más tarde. Nunca se casó por lo tanto no tuvo hijos o descendientes (aunque algunas fuentes más tarde informan falsamente de descendientes, años después, y de un presunto matrimonio). Fue enterrado en la catedral de Pécs, que se construyó durante su reinado.